# 京野さおり
京野 さおり（きょうの さおり、1977年8月7日 - ）は、日本のAV女優。

## 略歴
東京都出身。初体験は13歳のときで相手は18歳。1997年にAVデビュー。

## 人物
- デビュー作「ラブセッション」のケース裏面のプロフィールでは、B:95(Fカップ)・W:60・H:89[2]。
- 趣味:カラオケ[2]。料理、音楽鑑賞[3]。
- デビュー時点での男性経験：5人[2]

## 作品

### アダルトビデオ
- ラブセッション（1997年10月19日、宇宙企画） - デビュー作
- 恋愛遊戯（1997年11月16日、宇宙企画）
- Fascination（1997年12月31日、アリスJAPAN）
- 狂おしく、好きにして。（1998年1月18日、宇宙企画）
- 剥き出しの果肉（1998年2月20日、アリスJAPAN）
- NEWナース倶楽部（1998年5月24日、宇宙企画）
- 魅惑の体験（1998年6月10日、サクセス・ビデオ・コミュニティー）※「ファッシネーション」を再編集したもの。
- 宇宙企画'98 DELUXE（1998年7月7日、宇宙企画）※オムニバス作品

発売年不明
- [ギルガメ写真館]/京野さおり
- 「美少女倶楽部」No.002/京野さおり
- 姦魔輪姦 外道!地獄のセーラーレイプ/京野さおり（麒麟堂 GM-28）VHS
- SEXY GYALU/京野さおり（トピック TPC-01）VHS
- ♀♂もエロよだれ/京野さおり（HOT HE-03）VHS

## 出演
- アルテミッシュNIGHT(テレビ東京)

## 書籍

### 写真集
- 女性アイドル写真集　Wet Lover あなたを惑わす美少女たちはいつだって濡れている 京野さおり・他多数（1998年10月25日、司書房）撮影:横山こうじ